# The Vengeance of Galora
The Vengeance of Galora è un cortometraggio muto del 1913 diretto da Anthony O'Sullivan e sceneggiato da Lionel Barrymore.

## Produzione
Il film fu prodotto dalla Biograph Company.

## Distribuzione
Distribuito dalla General Film Company, il film - un cortometraggio in una bobina - uscì nelle sale cinematografiche statunitensi il 28 luglio 1913.
Non si conoscono copie ancora esistenti della pellicola che viene considerata presumibilmente perduta.